# Ciemnobiałka subalpejska

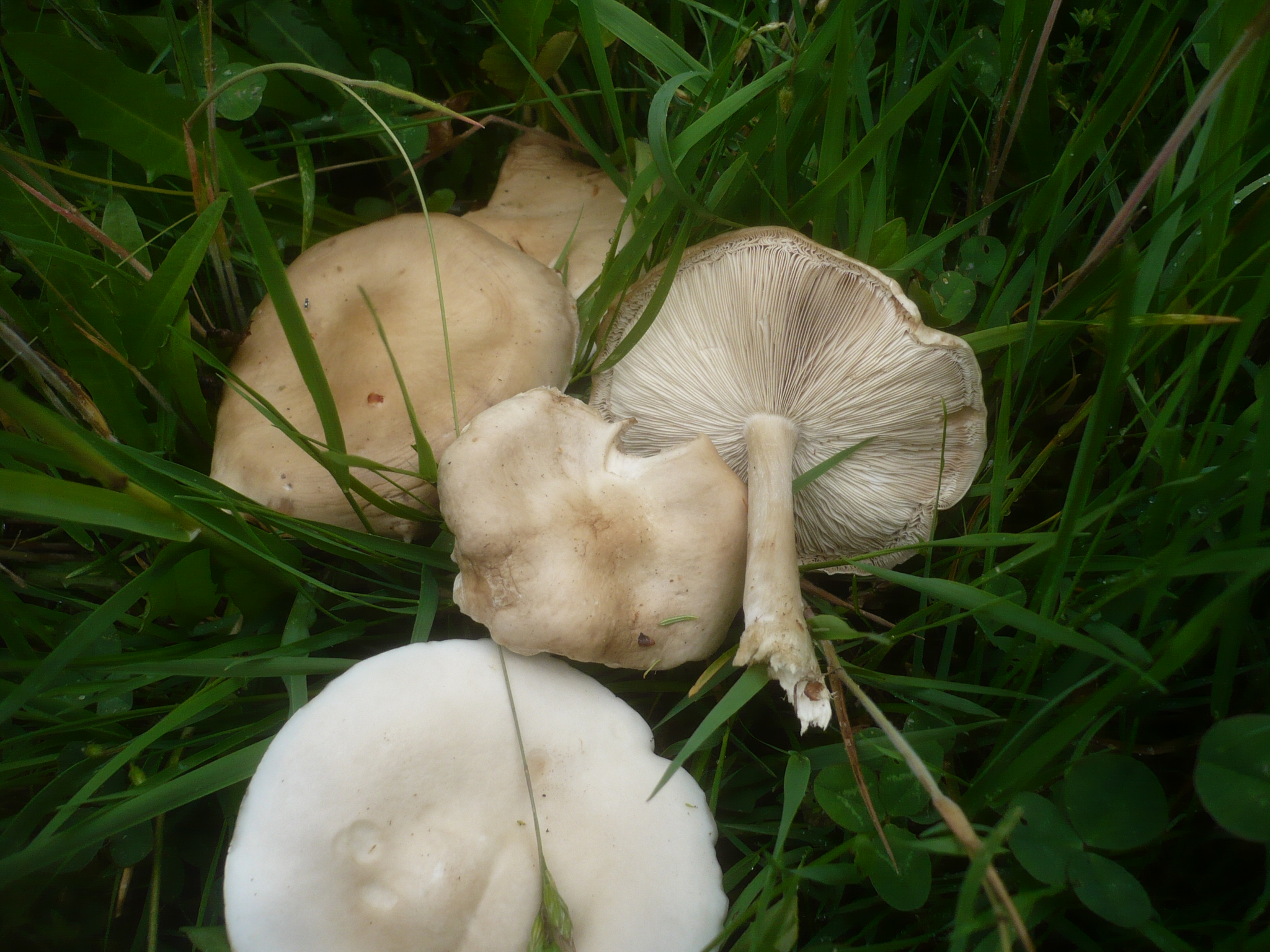

Ciemnobiałka subalpejska (Melanoleuca subalpina (Britzelm.) Bresinsky & Stangl) – gatunek grzybów należący do rzędu pieczarkowców (Agaricales).

## Systematyka i nazewnictwo
Pozycja w klasyfikacji według Index Fungorum: Melanoleuca, Incertae sedis, Agaricales, Agaricomycetidae, Agaricomycetes, Agaricomycotina, Basidiomycota, Fungi.
Po raz pierwszy opisał go w 1891 r. Max Britzelmayr, nadając mu nazwę Agaricus subalpinus. Obecną, uznaną przez Index Fungorum nazwę nadali mu w 1976 r. Andreas Bresinsky i Johann Stangl. Synonimy:
- Agaricus subalpinus Britzelm. 1891
- Tricholoma subalpinum (Britzelm.) Sacc. 1895[2].

Polską nazwę zarekomendował Władysław Wojewoda w 2003 r.

## Morfologia
Kapelusz
Średnica 6–12 cm, początkowo półkulisty do wypukłego, potem płaski do wklęsłego, czasami powyginany. Brzeg lekko pofałdowany, ostry. Powierzchnia gładka, w stanie świeżym jedwabiście matowa i gładka, po wysuszeniu popękana, początkowo biała do kremowej, potem blado płowożółta do ochrowej, czasem nieco ciemniejsza w środku.
Blaszki
Przyrośnięte, często rozwidlone na brzegu, szerokie, gęste, białawe, z lekko pofalowanymi brzegami.
Trzon
Wysokość 4–7 cm, grubość 0,8–1,5 cm (jest krótszy od średnicy kapelusza), cylindryczny, nieco rozszerzony u nasady, pełny, włóknisty, białawy.
Miąższ
Na środku kapelusza gruby, na brzegu cienki, biały. Ma nieprzyjemny zapach mięsa i orzechowy smak.
Cechy mikroskopowe
Podstawki cylindryczne, 18–25 × 6–8 µm z 4 sterygmami, bez sprzążek bazalnych. Zarodniki elipsoidalne, brodawkowate, z gutulami, szkliste, nieamyloidalne, 8–10 × 4,5–6 µm, Q = 1,5–2,0. Cheilocystydy butelkowate, często zaokrąglone, z kryształkami na wierzchołku, 38–55 × 11–14 µm. Pleurocystydy rzadkie, podobne do cheilocystyd. Kaulocystydy obecne na wierzchołku trzonu. Trama blaszek regularna. Strzępki w skórce kapelusza nieregularnie splątane, częściowo wyprostowane, o średnicy 2–7 µm, z żelatynizowaną warstwą wierzchnią, bez sprzążek.
Gatunki podobne
Przez niektórych mykologów ciemnobiałka subalpejska uważana jest za synonim ciemnobiałki popękanej (Melanoleuca strictipes). Różni się od niej trzonem o wysokości mniejszej od średnicy kapelusza, cheilocystydy z zaokrąglonym wierzchołkiem i siedliskiem; rośnie głównie na halach górskich.

## Występowanie i siedlisko
Najwięcej stanowisk zaobserwowano w Europie, ale notowany jest także w Ameryce Północnej i w Azji. W Polsce W. Wojewoda w 2003 r. przytoczył 2 stanowiska z uwagą, że rozprzestrzenienie tego gatunku i stopień zagrożenia nie są znane. W późniejszych latach odnotowano dwa następne stanowiska.
Naziemny grzyb saprotroficzny. Występuje wśród traw na halach górskich. W Polsce notowana także w lasach grabowych.

## Znaczenie
Grzyb jadalny.